# 相続人 (1973年の映画)
『相続人』（そうぞくにん、L'Héritier）は1973年に公開されたフランス・イタリアのサスペンス映画。監督はフィリップ・ラブロ、出演はジャン＝ポール・ベルモンドなど。
公開当時には、スピーディな演出が話題となった。
日本では、2021年に『ジャン＝ポール・ベルモンド傑作選第2弾』として、「リオの男」「カトマンズの男」「アマゾンの男」「エースの中のエース」とともに上映された。

## ストーリー
メディアと産業界の大物、ヒューゴ・コーデルが乗る飛行機がジュネーブとパリの間で墜落し、彼が死亡した。飛行機の残骸を調べても、墜落の原因はわからない。唯一の後継者である息子のバートは、ニューヨークからパリに直ちに帰国するが、その機内で美女に罠をかけられてパリの空港で逮捕されそうになる。彼は、自分がコーデル帝国のトップに立ったことが皆に気に入られることではないこと、両親の死が偶然ではないことを悟り、親友のデビッド（チャールズ・デナー）の協力も得て、調査を開始する。

## キャスト
※括弧内は日本語吹替（初回放送1979年3月14日『水曜ロードショー』※キングレコードより発売のBDに収録）
- バート・コーデル：ジャン＝ポール・ベルモンド（羽佐間道夫） - コーデルグループの後継者
- ローレン：モーリーン・カーウィン（フランス語版）（田島令子） - コールガール
- リザ：カルラ・グラヴィナ（英語版）（新橋耐子） - コーデルグループのマネジメント
- アンドレ・ベルチェ：ジャン・ロシュフォール（村越伊知郎） - コーデル社の筆頭重役
- ダビッド：シャルル・デネ（英語版）（堀勝之祐） - バートの右腕
- カルナヴァン：ジャン・ドザイー（英語版）（木村幌）

## スタッフ
- 監督・原案：フィリップ・ラブロ（英語版）
- 製作：ジャック＝エリック・ストラウス
- 脚本：フィリップ・ラブロ、ジャック・ランツマン
- 撮影：ジャン・パンゼ
- 音楽：ミシェル・コロンビエ